# Zombie Lady
Zombie Lady è un singolo del cantautore italiano Damiano David, pubblicato il 16 maggio 2025 come quinto estratto dal primo album in studio Funny Little Fears.

## Descrizione
Il brano, scritto dallo stesso cantautore con Cleo Tighe, Sara Hudson, Jason Evigan, Mark Schick, è prodotto da questi ultimi due.

## Tracce
Testi e musiche di Damiano David, Cleo Tighe, Jason Evigan, Mark Schick e Sara Hudson.
1. Zombie Lady – 3:08